# Chris Hinton
Christopher Jerrod Hinton (Chicago, 31 luglio 1961) è un ex giocatore di football americano statunitense che ha giocato nel ruolo di offensive lineman nella National Football League (NFL). Al college giocò a football alla Northwestern University.

## Carriera professionistica
Hinton fu scelto dai Denver Broncos come quarto assoluto nel Draft NFL 1983, venendo subito scambiato coi Baltimore Colts nelle scambio che portò a Denver John Elway. Hinton in seguito affermò di avere avuto "una buona carriera, ma sarò sempre ricordato come il tizio scambiato per John Elway". Fu convocato per sette Pro Bowl, sei coi Colts e uno con gli Atlanta Falcons. Hinton disse anche "Venivo sempre preso in giro dai ragazzi dei Colts, 'Avremmo potuto avere Elway al posto tuo.' E io rispondevo 'Sì ma non avreste avuto nessuno che bloccasse per lui.'" Fu il secondo giocatore dei Colts dopo il loro trasferimento a Indianapolis nel 1984 ad essere indotto nell'Indianapolis Colts Ring of Honor, dopo il wide receiver Bill Brooks.

## Palmarès
- Convocazioni al Pro Bowl: 7

1983, 1985, 1986, 1987, 1988, 1989, 1991
- First-team All-Pro: 2

1987, 1993
- Indianapolis Colts Ring of Honor

## Statistiche
| Partite totali      | 177 |
| Partite da titolare | 68  |